# Phare de Molasses Reef
Le phare de Molasses Reef (en anglais : Molasses Reef Light), est un phare situé à 13 km au sud-est de Key Largo, dans le comté de Monroe en Floride.

## Description
Ce phare non habité et automatisé, mis en service en 1921, signale un danger local. C'est une tourelle métallique à claire-voie sur pilotis avec une lanterne sommitale contenant une lentille de Fresnel de quatrième ordre.
Sa lanterne et la lentille ont  été retirées et remplacée par une balise moderne émettant un éclat rouge par période de 6 secondes et visible jusqu'à 7 milles nautiques (environ 13 km). 
Une station météorologique automatique  de la National Oceanic and Atmospheric Administration (NOAA) y a été installée.

## Caractéristiques dufeu maritime
Fréquence :  6 secondes (R)
- Lumière : 0.6 seconde
- Obscurité : 5.4 secondes

Identifiant : ARLHS : USA-507 ; USCG : 3-0960- Admiralty : J2982 .